# Berezivka, Iemilciîne
Berezivka (în ucraineană Березівка) este localitatea de reședință a comunei Berezivka din raionul Iemilciîne, regiunea Jîtomîr, Ucraina.

## Demografie
Componența lingvistică a localității Berezivka
     Ucraineană (98,33%)
     Rusă (1,67%)
Conform recensământului din 2001, majoritatea populației localității Berezivka era vorbitoare de ucraineană (98,33%), existând în minoritate și vorbitori de rusă (1,67%).